# Savage Modell 1907
Die Savage Modell 1907 ist eine frühe US-amerikanische Selbstladepistole.

## Geschichte und Einsatz
Die Grundlage der Pistole war ein Entwurf, der 1905 von der Savage Arms Company zur Ausschreibung für die neue Dienstpistole der United States Army im Kaliber .45 ACP vorgestellt wurde. Die Entscheidung des amerikanischen Militärs fiel jedoch auf die Colt M1911, wodurch das Savage-Modell in jener Form nicht in Serie hergestellt wurde.
Es wurde stattdessen in verkleinerter Form als Taschenpistole herausgebracht und war eher für zivile Zwecke gedacht. Die Kanten waren abgerundet, der Hahnsporn trat für besseres verdecktes Tragen nur wenig hervor. Militärisch hatte die Waffe nur geringe Bedeutung. Offiziell wurde sie nur in Portugal eingeführt, wobei Frankreich während des Ersten Weltkrieges ebenfalls einen größeren Posten bezog. Dies war aber nur eine Überbrückungslösung, da andere Hersteller nicht in ausreichenden Mengen liefern konnten. Die Gesamtauflage aller gefertigten Exemplare betrug etwa 200.000 Stück.

## Technik
Die Funktion der Waffe ist recht ungewöhnlich. Der Lauf ist drehbar im Rahmen gelagert, mit dem Verschluss ist er über eine kurvenförmige Kulisse verbunden, die diesen freigibt, sobald sich der Lauf um 5° gedreht hat. Beim Schuss wird das Geschoss im Lauf beschleunigt und durch die Züge in Rotation versetzt, was dazu führt, dass es durch seine Massenträgheit eine zu ihm im entgegensetzten Drehsinn wirkende Kraft auf den Lauf ausübt. Diese Kraft bremst den Lauf in seiner Rotation und verzögert somit den Verschuss in seinem Rücklauf.
Die Wirksamkeit dieses Mechanismus ist fraglich. Aufgrund des geringen Drehmoments, das die im Verhältnis leichte Kugel auf den sie umgebenden Lauf ausübt, wurde argumentiert, dass die Verzögerungswirkung des Systems vernachlässigbar sei im Verhältnis zur trägen Masse des Verschlusses. An sich stellt diese Technik weder einen unverriegelten Masseverschluss, jedoch keinesfalls eine starre Verriegelung dar, eher könnte sie als verzögerter Masseverschluss bezeichnet werden.
Die Savagepistolen im Kaliber 7,65 haben ein zweireihiges Magazin, eines der ersten herausnehmbaren Magazine dieser Art.